# Simpliziale Homologie
Die Simpliziale Homologie ist in der Algebraischen Topologie, einem Teilgebiet der Mathematik, eine Methode, die einem beliebigen Simplizialkomplex eine Folge abelscher Gruppen zuordnet. Anschaulich gesprochen zählt sie die Löcher unterschiedlicher Dimension des zugrunde liegenden Raumes.

## Simplizialkomplexe
Ein simplizialer Komplex (oder Simplizialkomplex) {\displaystyle K} ist eine Menge von (durch ihre Eckpunkte eindeutig bestimmten) Simplizes, so dass jede Seitenfläche eines der Simplizes wieder in dieser Menge liegt. Einfache Beispiele sind Polygone und Polyeder. Nach einem Satz der Topologie kann man jede differenzierbare Mannigfaltigkeit triangulieren, also als einen simplizialen Komplex (SK) auffassen.

## Simpliziale Homologie
Zu einem Simplizialkomplex {\displaystyle K} betrachten wir für {\displaystyle n=0,1,2,\ldots } die freie abelsche Gruppe über der Menge der {\displaystyle n}-Simplizes des simplizialen Komplexes {\displaystyle C_{n}(K)}.
Elemente von {\displaystyle C_{n}(K)} sind also formale Summen der Form
{\displaystyle \sum _{i=1}^{r}a_{i}\sigma _{i}}
mit {\displaystyle a_{i}\in \mathbb {Z} } und {\displaystyle \sigma _{i}} ein {\displaystyle n}-Simplex von {\displaystyle K}. Dabei wird gefordert, dass {\displaystyle \sigma _{i}=-\sigma _{j}} gilt, wenn die Simplizes {\displaystyle \sigma _{i}} und
{\displaystyle \sigma _{j}} umgekehrte Orientierung besitzen.
Die „Randabbildung“ {\displaystyle \partial \colon C_{n}(K)\rightarrow C_{n-1}(K)} bilde jeden Simplex auf die alternierende Summe seiner Seitenflächen ab, das heißt
{\displaystyle \partial ([v_{0},\dots ,v_{n}]):=\sum _{i=0}^{n}(-1)^{i}[v_{0},\ldots ,{\hat {v_{i}}},\ldots ,v_{n}]\,,}
wobei {\displaystyle {\hat {v}}_{i}} bedeutet, dass {\displaystyle v_{i}} ausgelassen wird. Die alternierenden Vorzeichenfaktoren können auch als „geometrische Orientierungszahlen“ interpretiert werden.
Diese auf den Erzeugern von {\displaystyle C_{n}(K)} definierte Randabbildung setzt sich durch lineare Fortsetzung
{\displaystyle \partial (\sum _{i=1}^{r}a_{i}\sigma _{i})=\sum _{i=1}^{r}a_{i}\partial (\sigma _{i})}
eindeutig zu einer Abbildung
{\displaystyle \partial :C_{n}(K)\rightarrow C_{n-1}(K)}
fort. Man rechnet leicht nach, dass
{\displaystyle \partial \circ \partial =0}
gilt. {\displaystyle (C_{*}(K),\partial )} ist also ein Kettenkomplex, er wird als simplizialer Kettenkomplex des Simplizialkomplexes {\displaystyle K} bezeichnet.
Die Homologie dieses Kettenkomplexes heißt die simpliziale Homologie von {\displaystyle K} und wird mit {\displaystyle H_{*}(K)} bezeichnet.

## Beispiel

### Rechenbeispiel

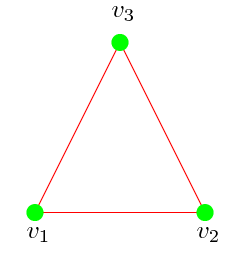
Dreieck

Wir wollen die Homologiegruppen des Dreiecks (bestehend aus drei 0-Simplizes {\displaystyle v_{1},v_{2},v_{3}} und den drei sie verbindenden 1-Simplizes, keinem 2-Simplex und keinen höherdimensionalen Simplizes) berechnen.
Nach Definition des Randoperators ist {\displaystyle \partial _{0}([v_{i}])=0}, also:
{\displaystyle \mathrm {ker} (\partial _{0})=C_{0}=\{a_{1}[v_{1}]+a_{2}[v_{2}]+a_{3}[v_{3}]|a_{1},a_{2},a_{3}\in \mathbb {Z} \}\cong \mathbb {Z} \oplus \mathbb {Z} \oplus \mathbb {Z} }
d. h. alle 0-Ketten sind im Kern.
Für eine 1-Kette {\displaystyle c_{1}=b_{1}[v_{1},v_{2}]+b_{2}[v_{2},v_{3}]+b_{3}[v_{3},v_{1}]} ist
{\displaystyle \partial _{1}(c_{1})=(b_{3}-b_{1})[v_{1}]+(b_{1}-b_{2})[v_{2}]+(b_{2}-b_{3})[v_{3}]}.
Daraus erhält man
{\displaystyle \mathrm {Im} (\partial _{1})=\{(b_{3}-b_{1})[v_{1}]+(b_{1}-b_{2})[v_{2}]+(b_{2}-b_{3})[v_{3}]|b_{1},b_{2},b_{3}\in \mathbb {Z} \}}.
Eine 0-Kette {\displaystyle c_{0}=a_{1}[v_{1}]+a_{2}[v_{2}]+a_{3}[v_{3}]} gehört also genau dann zum Bild von {\displaystyle \partial _{1}}, wenn
{\displaystyle a_{1}=b_{3}-b_{1}}
{\displaystyle a_{2}=b_{1}-b_{2}}
{\displaystyle a_{3}=b_{2}-b_{3}},
also genau dann, wenn  {\displaystyle a_{1}+a_{2}+a_{3}=0}. Daraus folgt
{\displaystyle H_{0}(S)\cong (\mathbb {Z} \oplus \mathbb {Z} \oplus \mathbb {Z} )/(a_{1}+a_{2}+a_{3}=0)\cong \mathbb {Z} }.
Zur Berechnung der ersten Homologiegruppe: Für eine 1-Kette
{\displaystyle c_{1}=b_{1}[v_{1},v_{2}]+b_{2}[v_{2},v_{3}]+b_{3}[v_{3},v_{1}]}
ist
{\displaystyle \partial _{1}(c_{1})=0} genau dann, wenn {\displaystyle b_{1}=b_{2}=b_{3}}, also
{\displaystyle \mathrm {ker} (\partial _{1})=\{b[v_{1},v_{2}]+b[v_{2},v_{3}]+b[v_{3},v_{1}]|b\in \mathbb {Z} \}\cong \mathbb {Z} .}
Weil es keine 2-Simplizes gibt, sind Kern und Bild von {\displaystyle \partial _{2}} trivial, {\displaystyle \mathrm {ker} (\partial _{2})=\mathrm {Im} (\partial _{2})=0}. Damit erhalten wir:
{\displaystyle H_{1}(S)=\mathrm {ker} (\partial _{1})/\mathrm {Im} (\partial _{2})=\mathrm {ker} (\partial _{1})\cong \mathbb {Z} }
{\displaystyle H_{2}(S)=\mathrm {ker} (\partial _{2})/\mathrm {Im} (\partial _{3})\cong 0}
und trivialerweise {\displaystyle H_{i}(S)\cong 0} für alle {\displaystyle i>2}.

### Weitere Beispiele
Es gelten:
- Ist {\displaystyle K} der simpliziale Komplex, der das Dreieck mit Inhalt trianguliert. Das heißt der Komplex wie oben, nur zusätzlich mit dem 2-Simplex. Dann ergibt sich {\displaystyle H_{0}(K)=\mathbb {Z} ,\,H_{1}(K)=H_{2}(K)=\ldots =0}.
- Für den 2-Torus {\displaystyle T=S^{1}\times S^{1}} gilt {\displaystyle H_{1}(T)=\mathbb {Z} ^{2},\,H_{2}(T)=\mathbb {Z} } und {\displaystyle H_{i}(T)=0} für {\displaystyle i>2}.
- Für die Kleinsche Flasche {\displaystyle K} gilt {\displaystyle H_{1}(K)=\mathbb {Z} \oplus \mathbb {Z} /2\mathbb {Z} } und {\displaystyle H_{i}(K)=0} für {\displaystyle i\geq 2}.
- Es gilt {\displaystyle H_{1}(\mathbb {R} P^{2})=\mathbb {Z} } und {\displaystyle H_{i}(\mathbb {R} P^{2})=0} für alle {\displaystyle i\geq 2}.
- Sei {\displaystyle K} ein simplizialer Komplex mit {\displaystyle n\in \mathbb {N} } Zusammenhangskomponenten, dann gilt {\displaystyle H_{0}(K)=\mathbb {Z} ^{n}}.

## Funktorialität

### Simpliziale Abbildungen
Eine simpliziale Abbildung {\displaystyle f\colon K\to L} induziert eine Kettenabbildung
{\displaystyle f_{*}:C_{*}(K)\rightarrow C_{*}(L)}
durch
{\displaystyle f_{*}(\sum _{i=1}^{r}a_{i}\sigma _{i})=\sum _{i=1}^{r}a_{i}f(\sigma _{i})}
und wegen {\displaystyle df=fd} eine wohldefinierte Abbildung
{\displaystyle f_{*}:H_{*}(K)\rightarrow H_{*}(L)}.

### Stetige Abbildungen
Sei
{\displaystyle f:\vert K\vert \to \vert L\vert }
eine stetige Abbildung zwischen den geometrischen Realisierungen zweier Simplizialkomplexe {\displaystyle K} und {\displaystyle L}. Wir bezeichnen mit {\displaystyle Bd(K)} die baryzentrische Unterteilung von {\displaystyle K} und mit {\displaystyle Bd^{n}(K)} die {\displaystyle n}-fach iterierte baryzentrische Unterteilung. Es gilt {\displaystyle \vert Bd^{n}(K)\vert =\vert K\vert }.
Nach dem simplizialen Approximationssatz gibt es ein {\displaystyle n\in \mathbb {N} }, so dass {\displaystyle f:\vert Bd^{n}(K)\vert \to \vert L\vert } eine simpliziale Approximation
{\displaystyle g:Bd^{n}(K)\rightarrow L}
besitzt.
Dann wird
{\displaystyle f_{*}:H_{*}(K)\rightarrow H_{*}(L)}
definiert als die Verknüpfung von {\displaystyle g_{*}} mit dem kanonischen Isomorphismus {\displaystyle H_{*}(K)\to H_{*}(Bd^{n}(K))}. Man kann zeigen, dass der so definierte Homomorphismus {\displaystyle f_{*}} unabhängig von der Wahl der simplizialen Approximation ist.

## Simpliziale Homologie mit Koeffizienten
Für eine abelsche Gruppe {\displaystyle G} und einen Simplizialkomplex {\displaystyle K} definiert man
{\displaystyle C_{*}(K,G)=C_{*}(K)\otimes _{\mathbb {Z} }G}.
Elemente von {\displaystyle C_{n}(K,G)} sind also formale Summen der Form {\displaystyle \textstyle \sum _{i=1}^{r}a_{i}\sigma _{i}} mit {\displaystyle a_{i}\in G} und {\displaystyle \sigma _{i}} ein {\displaystyle n}-Simplex in {\displaystyle K}. Der Randoperator setzt sich fort mittels
{\displaystyle d(\sum _{i=1}^{r}a_{i}\sigma _{i})=\sum _{i=1}^{r}a_{i}d\sigma _{i}}.
Die Homologie mit Koeffizienten in G
{\displaystyle H_{*}(X,G)}
ist definiert als die Homologie des Kettenkomplexes {\displaystyle (C_{*}(X,G),d)}.

## Simpliziale versus Singuläre Homologie
Die simpliziale Homologie eines Simplizialkomplexes ist isomorph zur singulären Homologie seiner geometrischen Realisierung:
{\displaystyle H_{*}(K,G)=H_{*}(\vert K\vert ,G)}.